# Рыкалова, Пелагея Титовна
Пелаге́я Ти́товна Рыка́лова (урождённая Пожарская; 1779 — 15 [27] февраля 1862, Санкт-Петербург) — оперная (меццо-сопрано) и драматическая актриса, артистка Петербургских Императорских Театров начала XIX столетия, жена знаменитого комика Василия Федотовича Рыкалова, с которым положили начало актёрской династии Рыкаловых.

## Биография
Училась в Петербургском Театральном Училище, класс Антонио Сапиенцы. Окончила училище 23 января 1798 года и сейчас же вышла замуж за В. Ф. Рыкалова, так что 1-го февраля 1798 года, при зачислении на службу Дирекции Императорских Театров, значилась уже под новой фамилией. Выступала в петербургском Каменном театре.
Сначала она играла служанок, но через несколько лет перешла на амплуа комических старух, причем жалованье её было увеличено с 350 рублей до 500 рублей в год; кроме того, ей ежегодно выдавалось ещё по 150 рублей квартирных денег. Как артистка, она была довольно талантлива, но об игре её сведений сохранилось очень немного.
1-я исполнительница партий: Нирисы («Русалка» Ф. Кауэра), Сореты («Американцы»).
Скончалась 15 февраля 1862 г. в возрасте 83 лет и погребена рядом с мужем на Смоленском кладбище (могила утрачена).

## Партнеры
А. Ефремов, А. И. Воробьева, Я. Воробьев, Г. Климовский, В. Шемаев.